# Sie werden euch in den Bann tun, BWV 183
Sie werden euch in den Bann tun, BWV 183 (Us faran fora de les Sinagogues), és una cantata religiosa de Johann Sebastian Bach per al diumenge després de l'Ascensió, estrenada a Leipzig el 13 de maig de 1725.

## Origen i context
El text és de Christiane Marianne von Ziegler, que el comença amb un versicle de l'evangeli de Joan (16,2) i el clou amb la cinquena estrofa de l'himne Zeuch ein zu deinen Toren de Paul Gerhardt (1653). En la primavera de 1725 Bach posà música, amb modificacions significatives, a altres vuit textos d'aquesta poetessa local, en les cantates BWV 68, BWV 74, BWV 87, BWV 103, BWV 108, BWV 128, BWV 175 i BWV 176. Forma part del segon cicle de cantates, les anomenades “cantates corals”, que va des del primer diumenge després de la Trinitat, l'11 de juny de 1724, fins a la quaresma de l'any següent. Per a aquest diumenge després de l'Ascensió, conegut també com a diumenge d’Exaudi – pel començament de la missa llatina Exaudi, Domine, vocem meam – es conserva només la cantata BWV 44 amb el mateix títol.

## Anàlisi
[Obra escrita a soprano, contralt, tenor, baix i cor; dos oboès d’amor, dos oboès, violoncel piccolo, corda i baix continu. Consta de cinc números
1. Recitatiu (baix): Sie werden euch in den Bann tun (Us faran fora de les Sinagogues)
2. Ària (tenor): Ich fürchte nicht des Todes Schrecken (El terror a la mort no em fa por)
3. Recitatiu (contralt): Ich bin bereit, mein Blut und armes Leben (La meva sang i la meva pobre vida)
4. Ària (soprano): Höchster Tröster, Heilger Geist (Esperit Sant, Suprem Consol)
5. Coral: Du bist ein Geist, der lehret (Tu ets l'Esperit que ens ensenya)

En el primer número el baix fa de Vox Christi, declama el text bíblic de forma sil·làbica amb un acompanyament poc freqüent com són els quatre oboès i el continu. El segon número és una ària de tenor acompanyada del violoncel piccolo i el continu, amb un contrast molt marcat entre la veu, agitada quan canta Ich fürchte nicht des Todes Schrecken (El terror a la mort no em fa por), i la calma de l'acompanyament instrumental, que reflecteix l'ajuda de Déu en el moment del traspàs. Cal destacar l'inici del recitatiu de contralt del número 3, Ich bin bereit, on la veu també va acompanyada de tot el conjunt instrumental, els quatre oboès i la corda. L'ària de soprano del quart número té un aire de dansa, i la veu, pregant a l'Esperit Sant, expressa l'alegria davant la possibilitat d'assolir la salvació. Aquesta cantata breu – amb una durada que no arriba al quart d'hora – clou amb el text indicat cantat amb la melodia, típica d'Any Nou, Helft mir Gottes Güte preisen.

## Discografia seleccionada
- J.S. Bach: Das Kantatenwerk. Sacred Cantatas Vol. 10. Nikolaus Harnoncourt, Concentus Musicus Wien, Tölzer Knabenchor (Gerard Schmidt-Gaden, director), Helmut Wittek (solista del cor), Paul Esswood, Kurt Equiluz, Thomas Hampson. (Teldec), 1994.
- J.S. Bach: The complete live recordings from the Bach Cantata Pilgrimage. CD 21: Sherbone Abbey; 4 de juny de 2000. John Eliot Gardiner, English Baroque Soloists, Monteverdi Choir, Johanne Lunn, Daniel Taylor, Paul Agnew, Panajotis Iconomou. (Soli Deo Gloria), 2013.
- J.S. Bach: Complete Cantatas Vol. 15. Ton Koopman, Amsterdam Baroque Orchestra & Choir, Deborah York, Bogna Bartosz, Jörg Dürmüller, Klaus Mertens. (Challenge Classics), 2004.
- J.S. Bach: Cantatas Vol. 39. Masaaki Suzuki, Bach Collegium Japan, Carolyn Sampson, Robin Blaze, Gerd Túrk, Peter Kooij. (BIS), 2008.
- J.S. Bach: Church Cantatas Vol. 55. Helmuth Rilling, Bach-Collegium Stuttgart, Gächinger Kantorei Stuttgart, Arleen Augér, Julia Hamari, Peter Schreier, Walter Helwein. (Hänssler), 1999.
- J.S. Bach: Cantatas with Violoncel Piccolo, Vol. 2 . Christopher Coin, Das Leipziger Concerto Vocale, Ensemble Baroque de Limoges, Barbara Schlick, Andreas Scholl, Christoph Prégardien, Gotthold Schwarz. (Auvidis Astreé), 1994.